# Antoni Rzepka
Antoni Rzepka (ur. 1 sierpnia 1899 we Lwowie, zm. 1940 w ZSRR) – polski lekkoatleta, skoczek o tyczce, podporucznik rezerwy sanitarny Wojska Polskiego, ofiara zbrodni katyńskiej.

## Życiorys
Urodził się 1 sierpnia 1899 we Lwowie jako syn Pawła. 
Był medalistą mistrzostw Polski w lekkoatletyce. W 1924 zdobył srebrny medal podczas Akademickich Mistrzostw Świata. Były rekordzista Polski (3,54 15 sierpnia 1925, Kraków). W swojej karierze reprezentował barwy AZS Lwów i AZS Warszawa.
Pracował jako nauczyciel III Gimnazjum Państwowego im. Króla Stefana Batorego we Lwowie, na przełomie lat 20./30. był też lektorem gimnastyki na Uniwersytecie Jana Kazimierza we Lwowie. 
W Wojsku Polskim został awansowany na stopień podporucznika rezerwy w korpusie oficerów sanitarnych w grupie podlekarzy ze starszeństwem z 15 sierpnia 1926. W 1923, 1924 był oficerem rezerwowym 6 Batalionu Sanitarnego we Lwowie. W 1934 jako podporucznik rezerwy posiadał przydział do Kadry Zapasowej 6 Szpitala Okręgowego we Lwowie i pozostawał w ewidencji Powiatowej Komendy Uzupełnień Lwów Miasto. 
Po wybuchu II wojny światowej i agresji ZSRR na Polskę z 17 września 1939 na terenach wschodnich II Rzeczypospolitej został aresztowany przez Sowietów. Został zamordowany przez NKWD w 1940. Jego nazwisko znalazło się na tzw. Ukraińskiej Liście Katyńskiej opublikowanej w 1994 (został wymieniony na liście wywózkowej 55/3-45 oznaczony numerem 1037). Ofiary tej części zbrodni katyńskiej zostały pochowane na otwartym w 2012 Polskim Cmentarzu Wojennym w Kijowie-Bykowni.

## Odznaczenia
- Krzyż Niepodległości – 4 listopada 1933 „za pracę w dziele odzyskania niepodległości”[13]
- Krzyż Walecznych